# Atheta castanoptera
Atheta castanoptera es una especie de escarabajo del género Atheta, familia Staphylinidae. Fue descrita científicamente por Mannerheim en 1830.
Habita en Suecia, Reino Unido, Portugal, Noruega, Países Bajos, Austria, Estonia, Francia, Polonia, Alemania, Finlandia, Dinamarca, Italia, Luxemburgo, España y Turquía.